# Eisenhower Tunnel

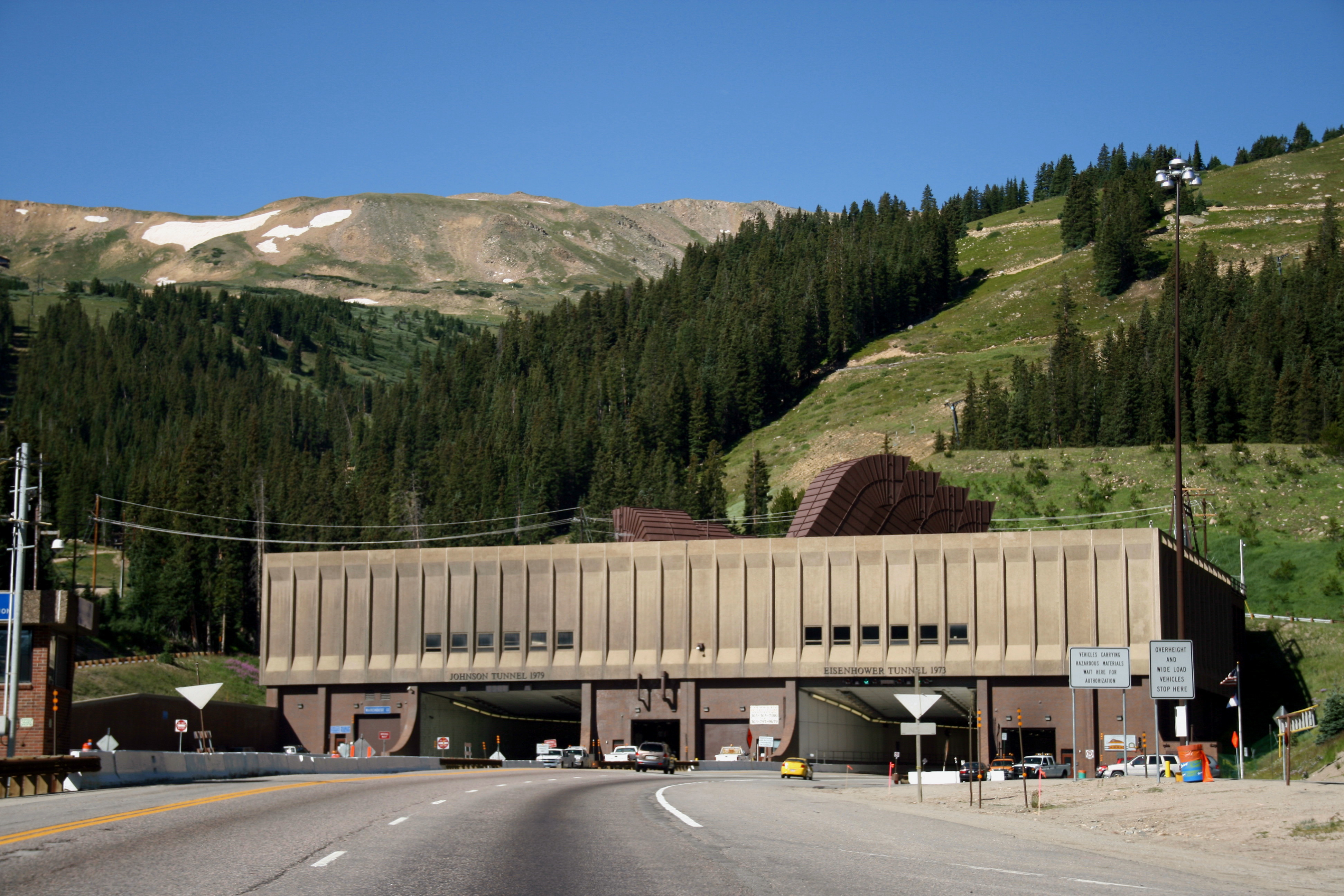
De Eisenhower Tunnel op het traject van de Interstate 70 in de staat Colorado

De Eisenhower Tunnel, officieel de Eisenhower-Edwin C. Johnson Memorial Tunnel, is een vierbaans autotunnel met dubbele doorgang in het westen van de Verenigde Staten, ongeveer 100 km ten westen van Denver, Colorado. De tunnel leidt de Interstate 70 (I-70) onder de Continental Divide in de Southern Rocky Mountains. Met een maximale hoogte van 3.401 meter boven zeeniveau is het een van de hoogste verkeerstunnels ter wereld. Bij opening in 1973 nam het de titel van hoogste wegtunnel ter wereld over van de Salangtunnel in Afghanistan. Onder meer de Fenghuoshan-tunnel, de spoortunnel in China, werd later in gebruik genomen.
De tunnel is wel nog steeds de langste bergtunnel en het hoogste punt van het Interstate Highway System. De westelijke tunnel werd geopend in 1973 en is vernoemd naar Dwight D. Eisenhower, de Amerikaanse president naar wie het Interstate systeem ook is vernoemd. De oostelijke boring werd voltooid in 1979 en is vernoemd naar Edwin C. Johnson, een gouverneur en Amerikaanse senator die lobbyde voor de aanleg van een Interstate Highway door Colorado.
De beide tunnels zijn iets meer dan 2,7 km lang en hebben een helling van 1,64%, met een hoogte van 3.357 m bij het oostelijke portaal en 3.401 m bij het westelijke portaal. Het deel van de tunnel boven de autotunnel wordt gebruikt voor geforceerde luchtventilatie en de ruimte onder de rijbaan wordt gebruikt voor watertransport.
Het eerste dorp langs de I-70 ten westen van de tunnel is Silverthorne, het eerste ten oosten van de tunnel is Silver Plume. De hellingen naar de tunnelmonden lopen langs beide zijden op tot hellingspercentages van 7%. Om die reden zijn hier noodstopstroken aangelegd.
Voor de opening van de tunnel in 1973 was er enkel de langere en steilere klim en afdaling van de oudere U.S. Route 6 over Loveland Pass. Deze kruist de Continental Divide 254 m hoger op 3.655 m boven zeeniveau. Dit is nog steeds de route voor fietsers, voetgangers, in de tunnel verboden verkeer en wie van de vergezichten van de bergen en pas wilt genieten.
Om de gevaren van een brand in de tunnel te beperken, is het vrachtwagens die gevaarlijke stoffen vervoeren verboden om de tunnel te gebruiken. Tijdens bouw- of winterstormen waarvoor Loveland Pass moet worden gesloten, is er een procedure om vrachtwagens met gevaarlijke stoffen de tunnel te laten gebruiken. Eenmaal per uur worden de tunnelboringen afgesloten voor regulier verkeer en worden de vrachtwagens in konvooi met escortes door de tunnel geleid.
In december 2009, 36 jaar na de opening van de tunnel, waren al bijna 276 miljoen voertuigen door de tunnel gereden. Dit cijfer omvat een aanzienlijk aantal bezoekers aan de skigebieden van Colorado.